# Caularis zikani
Caularis zikani là một loài bướm đêm trong họ Noctuidae.